# Лавлейс, Стейси
Стейси Линн Лавлейс (англ. Stacey Lynn Lovelace; по мужу Толберт (англ. Tolbert); родилась 5 декабря 1974 года в Детройте, Мичиган, США) — американская профессиональная баскетболистка, выступавшая в женской национальной баскетбольной ассоциации. Не выставляла свою кандидатуру на драфт ВНБА 1999 года, однако до старта следующего сезона заключила контракт с клубом «Сиэтл Шторм». Играла в амплуа тяжёлого форварда и центровой. По окончании игровой карьеры перешла в тренерский штаб команды NCAA «Мичиган Вулверинс». В последнее время она работала ассистентом главного тренера студенческой команды «Окленд Голден Гриззлис».

## Ранние годы
Стейси Лавлейс родилась 5 декабря 1974 года в городе Детройт (штат Мичиган), училась она там же в средней школе имени святого Мартина де Порреса, в которой выступала за местную баскетбольную команду.